# 墓誌銘

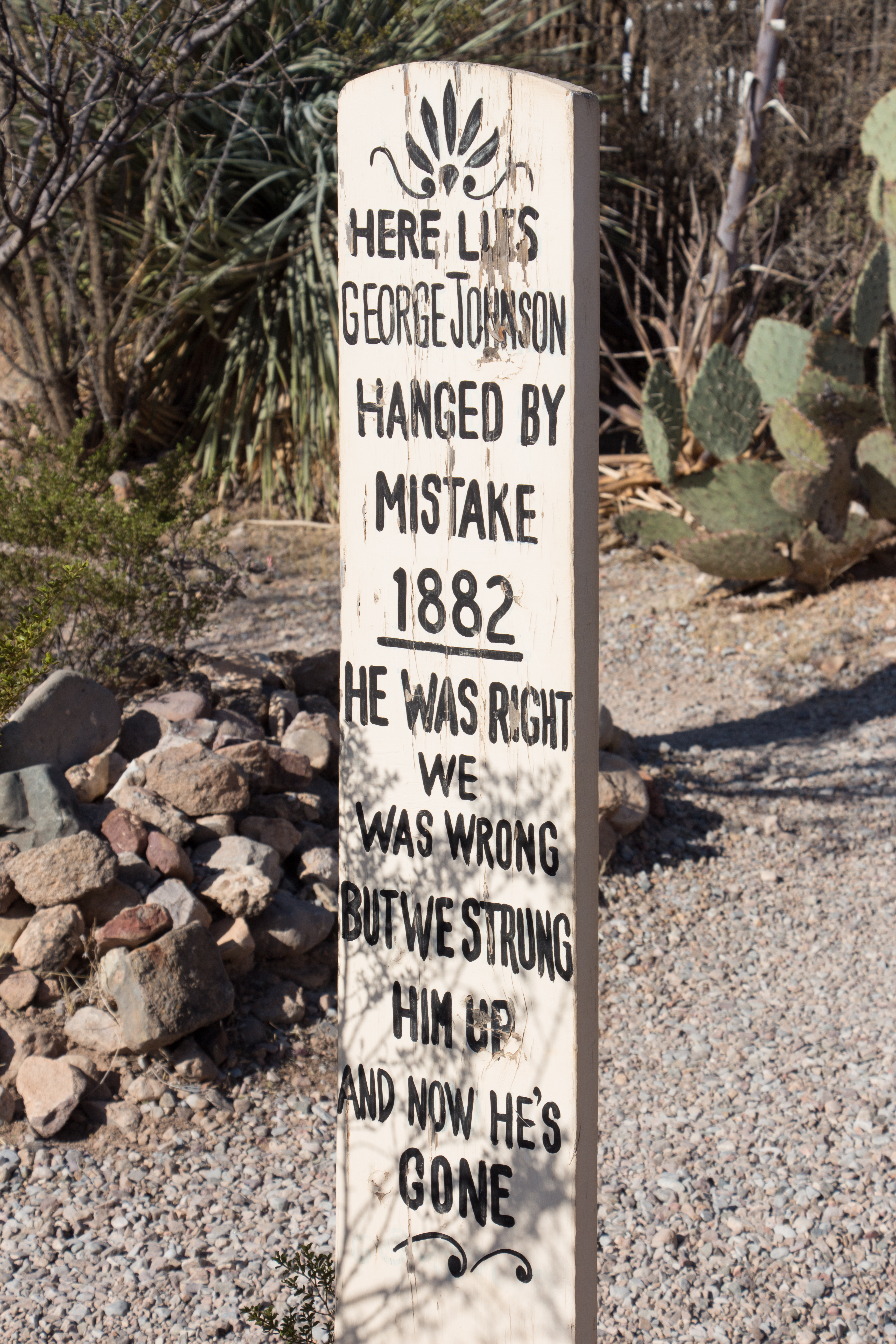
在美國亞利桑那州在1882年被冤獄錯殺者喬治·強森的墳墓。其墓誌銘寫道：「受錯殺於1882年之喬治·強森長眠於此。銘曰：彼乃無辜者，我行誤判言；處之以絞殺，就此別人間。」

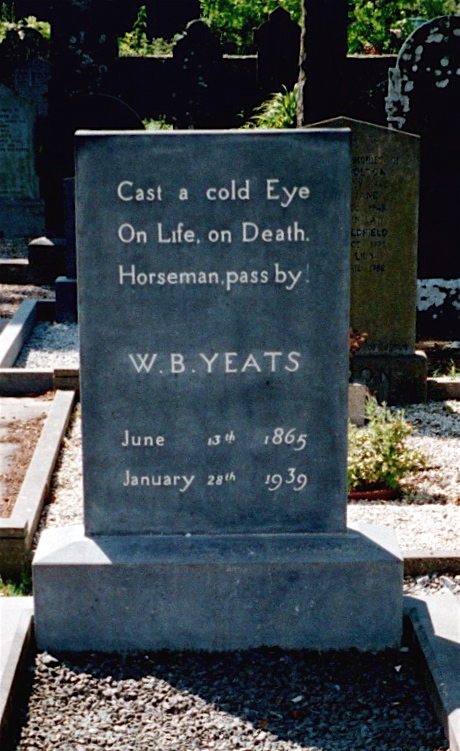
威廉·巴特勒·叶芝的墓志; Drumecliff, Co. Sligo

墓誌銘，又稱坟记，或圹记，為文體名，在墳墓中或墳墓上，以死者生平事蹟所寫的一份簡介，尤其對於偉大或值得紀念的人其墓經常有墓誌銘，在中國和西方都有這種習俗的存在，另外中國古代還有祭文、行狀的寫法。但是近代中國已不流行寫墓誌銘。

## 濫觴
中國撰寫墓誌銘始於西漢杜子夏。北宋曾巩说:“夫铭志之于世，义近于史，而亦有与史异者。盖史之于善恶无所不书，而铭者，盖古之人有功德材行志义之美者，惧后世之不知，则必铭而见之，或纳于庙，或存于墓，一也。苟其人之恶，则于铭乎何有?此其所以与史异也。”
东汉蔡邕曾因撰写谀墓之文受到非议。其實拿人錢財，難免要在碑誌中说人好话，“以為諛墓之文，例多溢美。”文起八代之衰的韓愈最善寫墓誌銘，宋人李塗曰：“退之諸墓誌，一人一樣，絕妙。”李漢的《昌黎先生集序》载韩愈计有碑誌75篇。韓愈曾為石洪作墓誌，石洪生前官僅止於縣尉，無奇偉之事蹟，日後宋人修《新唐書》竟收此“諛墓之文”。韓愈文名日盛，達官貴人常求其為先人撰墓誌銘，潤筆酬金甚高，韓愈亦來者不拒。門客劉叉甚觉眼红，取其黄金数斤而去，云：“此谀墓中人得耳，不若与刘君为寿。”歐陽修也寫過《范文正公神道碑》、《尹师鲁墓誌》、《杜祁公墓誌》，但其子孙皆不满意欧的文章。曾巩曾对欧阳修为其祖父作墓碑铭深表谢意说：“铭誌之著于世，义近于史。”蘇軾本人則極少作行状、碑誌。不過蘇軾還是代张方平作滕元發的墓誌銘，是為〈代張文定公作故龙图阁学士滕公墓誌铭〉，這是由於张方平當時已病故。葉適亦善寫墓志銘，《水心文集》中收錄有148篇的墓誌銘。嘉定年間，葉適爲枢密参政汪勃作墓志，以其襄佐秦檜為政，直書“佐佑執政”四字，隱然有貶意。汪勃之孙汪綱不滿意，致書请求修改，葉適拒絕，“自謂已極稱揚，不知盛意猶未足也。”不久葉適去世，其學生受汪家請託，竟为除去“佐佑执政”四字。清人魏象枢也發表過意見：“为人作墓誌铭甚难，不填事迹，则求者多不甘；多填事迹，则见者不信；甚至事迹无可称述，不得已而转抄汇语及众家刻本以应之。譬如传神写照向死人面上，脱稿已不克肖，况写路人形貌乎？世人生前行些好事，做个好人，勿令作墓誌铭者，执笔踌躇，代为遮盖也。”

## 文體架構
墓誌銘的撰寫有其固定的書寫格式，大略是记述死者的生平传记，包括死者的世系、名字、爵位、寿年、卒葬年月和子孙大略等。一般而言，墓誌銘還分为“誌”和“铭”两種，誌多用散文记叙死者姓氏、籍贯和生平，铭多用韻文概括全篇，对死者的赞扬、悼念或安慰之词。中西方皆然，但也有例外。

## 著名的墓誌銘
- 韓愈：《試大理評事王君墓誌銘》、《清河張君墓誌銘》、《柳子厚墓誌銘》、《貞曜先生墓誌銘》、《南陽樊紹述墓誌銘》
- 皇甫湜：《昌黎韓先生墓誌銘》
- 歐陽修：《瀧岡阡表》

## 延伸阅读
[在维基数据编辑]
 《欽定古今圖書集成·理學彙編·文學典·墓誌部》，出自陈梦雷《古今圖書集成》